# David M. Walsh
Pour les articles homonymes, voir Walsh et David Walsh.
David Martin Walsh — né le 23 juillet 1931 à Cumberland (Maryland) — est un directeur de la photographie américain (membre de l'ASC), généralement crédité David M. Walsh.

## Biographie
Au cinéma, après quelques films au cours des années 1960 comme premier assistant opérateur puis cadreur, David M. Walsh devient chef opérateur sur deux films sortis en 1970, Le Pays de la violence de John Frankenheimer (avec Gregory Peck et Tuesday Weld) et Monte Walsh de William A. Fraker (avec Lee Marvin et Jeanne Moreau).
Jusqu'en 1996, il dirige les prises de vues de quarante-six autres films américains, dont Woody et les Robots de Woody Allen (1973, avec le réalisateur et Diane Keaton), La Bidasse d'Howard Zieff (1980, avec Goldie Hawn et Eileen Brennan), Les Moissons de la colère de Richard Pearce (1984, avec Jessica Lange et Sam Shepard) et Filofax d'Arthur Hiller (1990, avec James Belushi et Charles Grodin).
À la télévision, il est directeur de la photographie sur douze téléfilms diffusés entre 1971 et 2004, dont La Femme de l'année de Jud Taylor (1976, avec Joseph Bologna et Renée Taylor), remake du film homonyme de 1942.

## Filmographie partielle

### Cinéma

#### Premier assistant opérateur
- 1963 : Le Divan de l'infidélité (Wives and Lovers) de John Rich
- 1965 : Sur la piste de la grande caravane (The Hallelujah Trail) de John Sturges

#### Cadreur
- 1967 : La Folle Mission du docteur Schaeffer (The President's Analyst) de Theodore J. Flicker
- 1969 : La Kermesse de l'Ouest (Paint Your Wagon) de Joshua Logan
- 1969 : Reivers (The Reivers) de Mark Rydell

#### Directeur de la photographie
- 1970 : Le Pays de la violence (I Walk the Line) de John Frankenheimer
- 1970 : Monte Walsh de William A. Fraker
- 1971 : Dialogue de feu (A Gunfight) de Lamont Johnson
- 1972 : Tout ce que vous avez toujours voulu savoir sur le sexe sans jamais oser le demander (Everything You Alwasys Wanted to Know About Sex – But Were Afraid to Ask) de Woody Allen
- 1973 : Dynamite Jones (Cleopatra Jones) de Jack Starrett
- 1973 : Le Flic ricanant (The Laughing Policeman) de Stuart Rosenberg
- 1973 : Woody et les Robots (Sleeper) de Woody Allen
- 1975 : Ennemis comme avant (The Sunshine Boys) d'Herbert Ross
- 1975 : L'Infirmière de la compagnie casse-cou (Whiffs) de Ted Post
- 1975 : Un jour, une vie (The Other Side of the Mountain) de Larry Peerce
- 1976 : W. C. Fields et moi (W.C. Fields and Me) d'Arthur Hiller
- 1976 : Un cadavre au dessert (Murder by Death) de Robert Moore
- 1976 : Transamerica Express (Silver Streak) d'Arthur Hiller
- 1977 : Adieu, je reste (The Goodbye Girl) d'Herbert Ross
- 1977 : Le Toboggan de la mort (Rollercoaster) de James Goldstone
- 1978 : Drôle d'embrouille (Foul Play) de Colin Higgins
- 1978 : Appelez-moi docteur (House Calls) d'Howard Zieff
- 1978 : California Hôtel (California Suite) d'Herbert Ross
- 1979 : Chapter Two de Robert Moore
- 1979 : Ne tirez pas sur le dentiste (The In-Laws) d'Arthur Hiller
- 1980 : La Bidasse (Private Benjamin) d'Howard Zieff
- 1980 : Comme au bon vieux temps (Seems Like Old Times) de Jay Sandrich
- 1981 : Du rire aux larmes (Only When I Laugh) de Glenn Jordan
- 1982 : Making Love d'Arthur Hiller
- 1983 : Le Retour de Max Dugan (Max Dugan Returns) d'Herbert Ross
- 1983 : La Fille sur la banquette arrière (Romantic Comedy) d'Arthur Hiller
- 1984 : Les Moissons de la colère (Country) de Richard Pearce
- 1984 : Ras les profs ! (Teachers) d'Arthur Hiller
- 1984 : Faut pas en faire un drame (Unfaithfully Yours) d'Howard Zieff
- 1984 : Johnny le dangereux (Johnny Dangerously) d'Amy Heckerling
- 1985 : Les Aventuriers de la 4e dimension (My Science Project) de Jonathan R. Betuel
- 1987 : Beauté fatale (Fatal Beauty) de Tom Holland
- 1987 : Une chance pas croyable (Outrageous Fortune) d'Arthur Hiller
- 1987 : Prof d'enfer pour un été (Summer School) de Carl Reiner
- 1990 : Filofax (Taking Care of Business) d'Arthur Hiller
- 1996 : Une folle équipée (Carpool) d'Arthur Hiller

#### Autres fonctions
- 1990 : Stella de John Erman (prises de vues additionnelles)
- 1991 : F/X2, effets très spéciaux (F/X2) de Richard Franklin (chef opérateur de seconde équipe)
- 1991 : Quoi de neuf, Bob ? (What About Bob?) de Frank Oz (prises de vues additionnelles)

### Télévision
(téléfilms, comme directeur de la photographie)
- 1971 : Suddenly Single de Jud Taylor
- 1973 : A Brand New Life de Sam O'Steen
- 1974 : Tell Me Where It Hurts de Paul Bogart
- 1975 : Queen of the Stardust Ballroom de Sam O'Steen
- 1975 : My Father's House d'Alex Segal
- 1976 : La Femme de l'année (Woman of the Year) de Jud Taylor
- 1976 : Street Killing d'Harvey Hart
- 1977 : Never Con a Killer de Buzz Kulik
- 1977 : Scott Joplin de Jeremy Kagan
- 2004 : Back When We Were Grownups de Ron Underwood